# Светогорск (станция)
Светого́рск (фин. Enso) — пограничная железнодорожная станция Октябрьской железной дороги на 25,6 км линии Каменногорск — Иматранкоски.

## Общие сведения
Станция территориально расположена в одноимённом городе Выборгского района Ленинградской области. Путевое развитие состоит из шести путей. До 2005 года станция была на ручном управлении. В августе 2008 года завершилась реконструкция международного пограничного перехода Светогорск, которая велась с 2005 года. За это время в рамках проекта освоено 382,93 млн. рублей, из них в 2008 году – 29,280 млн. рублей.

В период реконструкции станции были построены новый административно-бытовой корпус (АБК), помещение дежурного по станции (пост ЭЦ), досмотровый мост, ограждение, системы освещения, видеонаблюдения и пожаротушения, пешеходные дорожки в междупутьях. Завершены работы по укладке верхнего строения пути и стрелочных переводов, по монтажу 2-х модульных компрессорных станций, смонтирована модульная трансформаторная подстанция, выполнено благоустройство территории. В настоящий момент все работы закончены и объект сдан государственной комиссии.
В феврале 2012 года началась реализация проекта "Развитие железнодорожных пунктов пропуска Светогорск – Иматра". На состоявшемся в начале мая совещании представители бизнеса Финляндии и России выразили заинтересованность в развитии пограничного перехода Светогорск. Уже на сегодняшний день они готовы отправлять около 100 тыс. тонн грузов из Финляндии в Россию через данный погранпереход. Это преимущественно бумажные и химические грузы.

## Планы и перспективы
Власти финской Южной Карелии уверяют, что электричку Петербург — Иматра — Лаппеенранта с миллионным пассажиропотоком можно будет запустить в 2025 году. В ближайшее время финская сторона намерена обратиться в Минтранс РФ с предложением о реконструкции ЖДПП «Светогорск» и придания ему статуса многостороннего. Для реализации проекта на российской стороне потребуется не меньше 3,3 млрд рублей. Через «Светогорск» из России везут главным образом лес и пиломатериалы, обратно платформы идут порожними. В номенклатуру разрешённых товаров входят также металл, битум. Чтобы ограничений по товарным группам не было, пункту пропуска нужен международный статус.
Ещё одним аргументом в пользу запуска электрички называется улучшение безопасности дорожного движения – трасса «Скандинавия» A-181 имеет дурную славу из-за многочисленных аварий.
Для запуска пассажирского сообщения также нужна электрификация 26-километрового участка дороги от Каменногорска до границы. Кроме того, для местных жителей активное железнодорожное движение может обернуться пробками на переездах, поэтому потребуется строительство виадуков.

## История
Станция Enso была открыта 01 ноября 1892 года. Решение о строительстве железной дороги от Выборга — до Йоэнсуу, в том числе и до Иматра, было принято в 1888 году. Работы по строительству были начаты в 1890 году. На сооружении дороги в 1892 году работало 6000 человек. Так, в 1923 году станция Антреа имела в путевом развитии четыре станционных пути. Плюс несколько подъездных путей для обслуживания нескольких местных заводов, комбинатов, карьеров и лесосклада.

## Название
В 1948 году состоялось массовое переименование населенных пунктов Ленинградской области. Переименование города и станции Энсо в Светогорск было утверждено Указом Президиума ВС РСФСР от 1 октября 1948 года.

## Пригородное сообщение
С 20 июля 2014 года были отменены все пригородные поезда Выборг — Светогорск. Причиной этому стали многомиллиардные задолженности регионов.

С этого года с регионами начали заключать договоры исходя из их платежеспособности. О том, что услуги в долг больше оказываться не будут, железнодорожники предупредили регионы еще в IV квартале 2013 г., отметил представитель ОАО "РЖД".— https://www.vedomosti.ru/business/articles/2014/02/10/rzhd-otmenili-144-prigorodnyh-poezda-v-26-regionah